# ولادیمیر نیکولوف
ولادمیر نیکولوف (به بلغاری: Владимир Николов) والیبالیست؛ عضو و کاپیتان سابق تیم ملی والیبال بلغارستان است. نیکولوف با بلغارستان مدال برنز و سومی قهرمانی جهان را در سال ۲۰۰۶ به دست آورد.

## افتخارات

### فردی
- باارزش‌ترین بازیکن لیگ قهرمانان اروپا - ۲۰۰۵
- بهترین مدافع میانی جام کنفدراسیون اورپا - ۲۰۰۹